# 프리폼 (애플)
프리폼(영어: Freeform)은 애플이 macOS, iOS, iPadOS용으로 개발한 디지털 화이트보드 애플리케이션으로, 2022년 WWDC에서 최초 공개되었다. 이후 2022년 12월 13일 iOS 16.2와 함께 공식 출시되었다. "보드"라고 불리는 무한히 확장가능한 캔버스를 바탕으로, 사용자는 텍스트, 사진, 문서, 웹 링크 등을 삽입할 수 있다. 애플펜슬 역시 지원하여 사용자는 이를 이용한 스케치 또는 필기를 할 수 있다. 또한, FaceTime이 내장되어 있고, iCloud 동기화를 지원하여 다른 사용자와 실시간으로 협업할 수 있다.

## 같이 보기
- 대화형 화이트보드